# مارگاریت تاختاجیان
مارگاریت آرمنی تاختاجیان (ارمنی: Մարգարիտ Արմենի Թախտաջյան؛ انگلیسی: Margarit Takhtajyan زادهٔ ۱۵ سپتامبر ۱۹۴۴ - درگذشته ۹ آوریل ۲۰۱۸) موسیقی‌شناس اهل ارمنستان بود.

## زندگی‌نامه
وی در ۱۵ سپتامبر ۱۹۴۴ در ایروان به دنیا آمد و از کنسرواتوار دولتی کومیتاس ایروان و انستیتو هنری فارغ‌التحصیل گشت. آرمن تاخداجیان پدر وی بود. وی در ۹ آوریل ۲۰۱۸ در سن ۷۳ سالگی در ایروان درگذشت.